# قانون گرشام

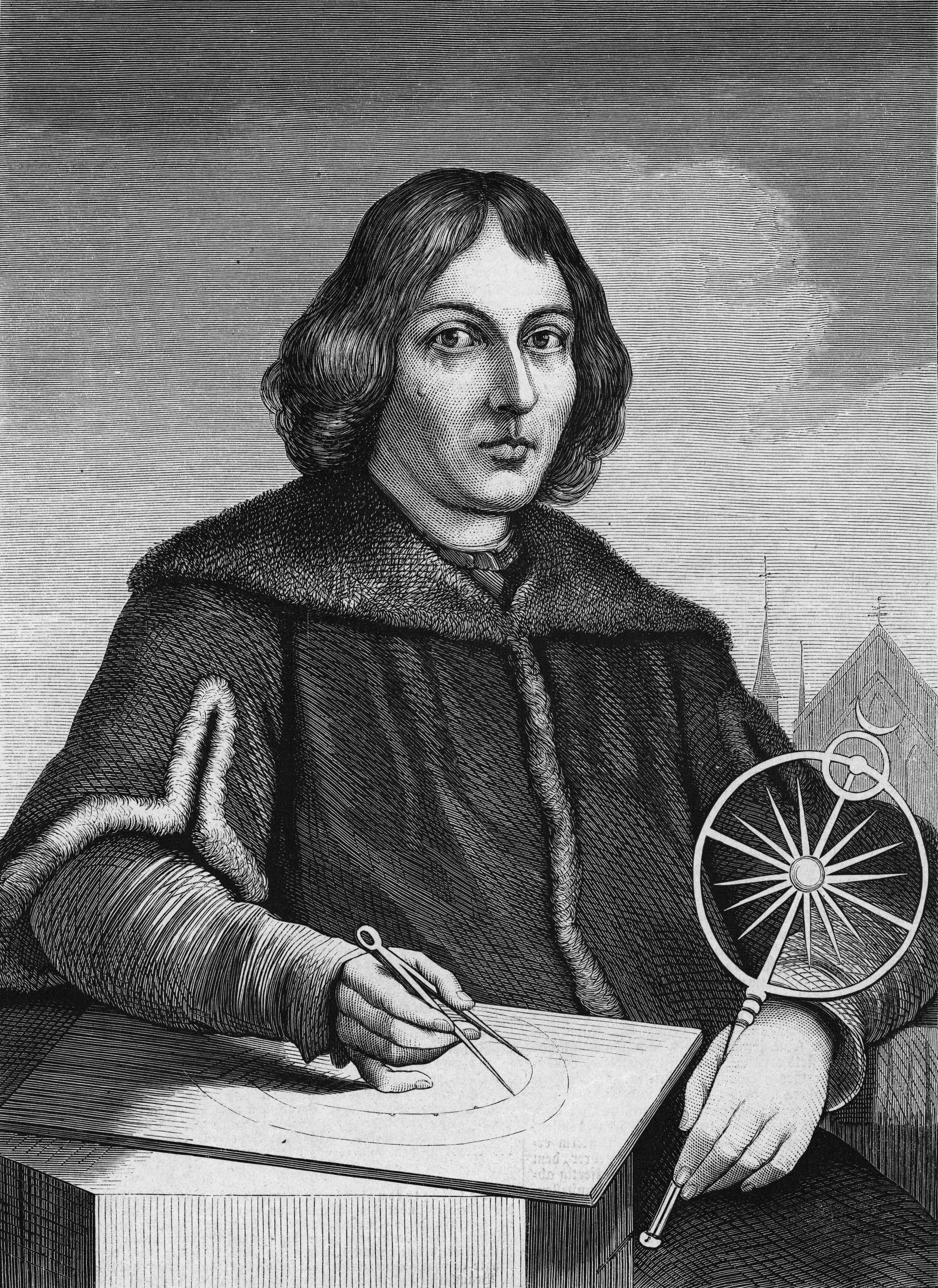
تصویر قانون گرشام

قانون گرشام در اقتصاد، یک اصل پولی است که بیان می‌کند «پول بد، پول خوب را از گردش می‌اندازد» به عنوان مثال، اگر دو شکل پول کالایی در گردش باشد که توسط قانون پذیرفته شود که دارای ارزش اسمی مشابهی است، کالای با ارزش‌تر به تدریج از گردونه خارج می‌شود. این قانون در درجه اول برای بررسی و کاربرد در بازارهای ارز استفاده می‌شود. قانون گرشام در ابتدا مبتنی بر ترکیب سکه‌های معدنی و ارزش فلزات گرانبهای به کار رفته در آنها بود. با این حال، از زمان رها کردن استانداردهای ارزی فلزی، این تئوری برای ثبات نسبی ارزش ارزهای مختلف در بازارهای جهانی به کار گرفته شده‌است.
قانون گرشام سرچشمه مشاهده آثار تأمین ارزهای فلزی بود، اما در دنیای پول کاغذی و الکترونیکی امروز نیز صدق می‌کند.در صورت عدم وجود قوانین مناقصه حقوقی به‌طور مؤثر، مانند بحران‌های بیش از حد آلودگی یا بازارهای بین‌المللی کالا و ارز، قانون گرشام برعکس عمل می‌کند
این قانون در سال ۱۸۶۰ توسط هنری دوینک مک لئود، پس از سر توماس گرشام (۱۵۱۹–۱۵۱۹)، که یک سرمایه‌دار انگلیسی در دوران سلسله تودور بود، نامگذاری شد. با این حال، خود این مفهوم قبلاً توسط دیگران بیان شده بود، از جمله آریستوفان در نمایشنامه «قورباغه‌ها»، که مربوط به اواخر قرن ۵ قبل از میلاد، در قرن ۱۴ توسط نیکول اورسم ق. ۱۳۵۰، در رساله خود در باب خاستگاه، طبیعت، قانون و تغییر پول، و توسط فقها و مورخان المکریزی (۱۳۶۴–۱۴۴۲) در امپراتوری مملوک؛ و در ۱۵۱۹ توسط نیکلاس کوپرنیک در رساله ای به نام نظریه مرکزیت کوپرنیک به همین دلیل، گاه به عنوان قانون گرشام - کوپرنیک شناخته می‌شود.

## «پول خوب» و «پول بد»
طبق قانون گرشام، «پول خوب» پولی است که تفاوت کمی بین ارزش اسمی آن (ارزش چهره سکه) و ارزش کالای آن (ارزش فلزی که از آن ساخته شده‌است، که اغلب فلزات گرانبها، نیکل یا مس است) نشان می‌دهد.در صورت عدم وجود قوانین مناقصه قانونی، پول سکه فلزی آزادانه با مقداری بالاتر از ارزش بازار شمش ارز مبادله می‌شود. این ممکن است در سکه‌های شمش مانند برگ افرا طلای کانادا، کروگراند آفریقای جنوبی، عقاب طلای آمریکایی یا حتی ماریا ترزا تالر نقره‌ای (اتریش) و لیبرتاد (مکزیک) مشاهده شود. سکه‌های این نوع از خلوص شناخته شده‌ای بوده و به راحتی قابل دستکاری هستند. مردم تجارت بیشتر روی سکه‌ها را ترجیح می‌دهند نه در تکه‌های ناشناس فلز گرانبها، بنابراین ارزش بیشتری را به سکه‌های با وزن برابر نسبت می‌دهند.
گسترش قیمت بین ارزش چهره و ارزش کالایی حق‌الضرب نامیده می‌شود. از آنجا که برخی از سکه‌ها گردش نمی‌کنند و همچنان در اختیار جمع‌کننده سکه‌ها قرار می‌گیرند، این می‌تواند باعث افزایش تقاضا برای سکه شود.از طرف دیگر، پول بد پول است که ارزش کالایی قابل توجهی پایین‌تر از ارزش چهره خود است و همراه با پول خوب در گردش است، جایی که هر دو شکل لازم است با ارزش برابر به عنوان مناقصه قانونی پذیرفته شوند.
در روزگار گرشام، پول بد شامل هر سکه ای بود که بدهی کرده بود. تخلیه غالباً توسط بدنه صادرکننده انجام می‌شد، جایی که کمتر از مقدار مشخص شده فلز گرانبها در یک شماره سکه، معمولاً با آلیاژ دادن آن با یک فلز پایه، درج می‌شد. عموم مردم همچنین می‌توانند سکه‌ها را به‌طور منظم با ضبط یا خرد کردن بخش‌های کوچکی از این فلز گرانبها، که به عنوان «ساقه» نیز شناخته می‌شود، بکشند (لبه‌های نیشکر روی سکه‌ها برای آشکار ساختن این قلاب). نمونه‌های دیگر پول بد شامل سکه‌های تقلبی است که از فلز پایه ساخته شده‌اند. امروزه تمام سکه‌های در گردش از فلزات پایه ساخته می‌شوند، معروف به پول فیات هستند.
در مورد سکه‌های ضبط شده، خراشیده شده یا تقلبی، ارزش کالاها با کلاهبرداری کاهش می‌یابد، زیرا ارزش صورت در سطح بالاتر قبلی باقی می‌ماند. از سوی دیگر، با سکه ای که از سوی یک صادرکننده دولتی بکار رفته‌است، ارزش کالای این سکه اغلب به‌طور علنی کاهش می‌یابد، در حالی که ارزش اسمی سکه‌های بدهی توسط قوانین مناقصه قانونی در سطح بالاتر نگهداری می‌شد.

## نظریه
در این قانون آمده‌است که هر ارزی در گردش متشکل از پول «خوب» و «بد» (هر دو شکل که باید با ارزش برابر در قانون مناقصه قانونی پذیرفته شود) به سرعت تحت سلطه پول «بد» قرار می‌گیرد. این امر به این دلیل است که افرادی که پول خرج می‌کنند، سکه‌های «بد» را به جای «خوب» ها تحویل می‌دهند و «خوب» را برای خود نگه می‌دارند. قوانین مناقصه حقوقی به عنوان نوعی کنترل قیمت عمل می‌کنند. در چنین حالتی، پول ذاتی با ارزش کمتری در ازای ارز ترجیح داده می‌شود، زیرا مردم ترجیح می‌دهند پول ذاتی با ارزش بیشتری را پس‌انداز کنند.
یک مشتری را در نظر بگیرید که یک کالای دارای پنج سکه پنی را خریداری کند. برخی از این سکه‌ها بیشتر مورد ضعف هستند، در حالی که برخی دیگر کمتر از این مقدار اما از نظر قانونی، همه آنها به ارزش مساوی موظفند. مشتری ترجیح می‌دهد سکه‌های بهتری را حفظ کند، و به همین دلیل مغازه دار بدهکارترین را پیشنهاد می‌کند. به نوبه خود، صاحب مغازه باید یک پنی در عوض بدهد و هر دلیلی دارد که بیشترین پنی را بدهد؛ بنابراین، سکه‌هایی که در معامله گردش می‌کنند، بیشترین میزان نزاع در اختیار طرفین است.
اگر سکه‌های «خوب» از ارزش فلزی خود کمتر باشند، ممکن است افراد برای ذوب شدن آنها و فروش این فلز به دلیل ارزش ذاتی بالاتر خود، حتی اگر چنین تخریب غیرقانونی باشد، انگیزه داشته باشند. به عنوان نمونه، سکه‌های نیم دلاری ایالات متحده در سال ۱۹۶۵ را که شامل ۴۰٪ نقره بود در نظر بگیرید. در سالهای گذشته این سکه‌ها ۹۰٪ نقره بودند. با انتشار نیم دلار در سال ۱۹۶۵، که از نظر قانونی لازم بود با همان ارزش قبلی ۹۰ درصد کاهش یابد، سکه نقره ۹۰ درصد قدیمی تر به سرعت از گردش ناپدید شد، در حالی که سکه‌های بدهی جدیدتر در حال استفاده بودند. از آنجا که ارزش دلار همچنان رو به کاهش است، و در نتیجه مقدار نقره بیش از ارزش چهره سکه‌ها شد، بسیاری از نیم دلار قدیمی تر ذوب شدند یا از گردش خارج شد و به مجموعه‌ها و اجاره‌های خصوصی. با شروع از سال ۱۹۷۱، دولت آمریکا از پرداخت هر نقره به مبلغ نیم دلار چشم پوشی کرد، زیرا حتی ارزش فلز سکه‌های نقره ۴۰٪ نیز از ارزش چهره آنها فراتر رفت و این منجر به تکرار رویداد قبلی شد، زیرا ۴۰٪ سکه‌های نقره نیز از گردش خون و محوطه سکه‌ها که توسط افراد نگهداری می‌شد، ناپدید شدند.
وضعیت مشابهی در سال ۲۰۰۷ در ایالات متحده با افزایش قیمت مس، روی و نیکل اتفاق افتاد و همین امر باعث شد دولت ایالات متحده آمریکا ذوب یا صادرات گسترده سکه‌های یک و پنج سنتی را ممنوع کند.
علاوه بر ذوب شدن به علت ارزش شمش آن، پولهایی که «خوب» تلقی می‌شوند، از طریق تجارت بین‌المللی می‌توانند اقتصاد را ترک کنند. معامله گران بین‌المللی مانند شهروندان کشور صادرکننده به قوانین مناقصه قانونی پایبند نیستند، بنابراین آنها برای سکه‌های خوب ارزش بالاتری را نسبت به نسخه‌های بد ارائه می‌دهند. سکه‌های خوب ممکن است کشور مبدأ خود را برای تبدیل شدن به بخشی از تجارت بین‌المللی ترک کند و از قوانین مناقصه قانونی آن کشور فرار کند و پول «بد» را پشت سر بگذارد. این اتفاق در انگلیس در دوره استاندارد طلا رخ داد.

## تاریخچه
گرشام اولین کسی نبود که قانونی را که نام وی را برعهده گرفت، اعلام کرد. این پدیده توسط آریستوفان در نمایشنامه «قورباغه‌ها» مشاهده شده‌است، که مربوط به اواخر قرن ۵ قبل از میلاد است. متن ارجاع شده از قورباغه به شرح زیر است: (مربوط به سال ۴۰۵ قبل از میلاد):
غالباً توجه ما این بوده‌است که مسیری که در شهر ما طی می‌شود
نسبت به مردان و پول یکسان است. او فرزندان واقعی و شایسته‌ای دارد:
او نقره خوب و باستانی دارد، دارای طلای خوب و اخیر است.
اینها سکه‌های دست نخورده با آلیاژ هستند. در همه جا شهرت آنها گفته می‌شود؛
همه هلاها مساوی نیستند، همه باربارانی‌ها دور و نزدیک هستند.
طلا یا نقره، هر کدام از آنها به خوبی مخلوط شده‌است، هر کدام را تست کرده و زنگ آن را زنگ می‌زند.
با این حال، ما هرگز از آنها استفاده نمی‌کنیم! دیگران همیشه از یک دست به دست دیگر منتقل می‌شوند.
با عرض پوزش برنجی که هفته گذشته زده شد و مارک بدبختی را به بازار عرضه کرد؛ بنابراین با مردها می‌دانیم که زندگی‌های قائم و بی پروا و نامهای نجیب دارند.
آموزش در موسیقی و استادیوم، گروه کر و بازی‌های آزادراه،
اینها برای مردان برنجی چرخانده می‌شویم.
به گفته بن تاماری، پدیده کاهش ارزش پول قبلاً در منابع باستان به رسمیت شناخته شده بود. او نمونه‌هایی را آورده‌است که شامل معامله غار ماچپلا و ساختمان معبد از انجیل و میشنا است.
ابن تمیمیه (۱۲۶۳–۱۳۲۸) این پدیده را اینگونه توصیف کرد:
اگر حاکم استفاده از سکه معین را لغو کند و نوع دیگری از پول را برای مردم ضرب کند، ثروتها (اموال) را که در اختیار آنها قرار می‌گیرد، با کاهش ارزش آنها به عنوان سکه‌های قدیمی، حالا صرفاً به یک کالا تبدیل خواهد شد. او با محروم کردن از ارزشهای بالاتر که در ابتدا متعلق به آنها بود، به آنها بی عدالتی خواهد کرد. علاوه بر این، اگر مقادیر ذاتی سکه‌ها متفاوت باشد، بدخواهان به جمع‌آوری سکه‌های کوچک (بد) و مبادله آنها (برای پول خوب) تبدیل می‌شوند و سپس آنها را به کشور دیگری می‌برند و پول بد آن کشور را به این کشور تغییر می‌دهند؛ بنابراین ارزش کالاهای مردم آسیب خواهد دید.
به ویژه این متن فقط به پرواز پول خوب به خارج از کشور اشاره می‌کند و از ناپدید شدن آن به دلیل احتکار یا ذوب چیزی نمی‌گوید. عادل عرف زاغا، اقتصاددان فلسطینی، یک مفهوم مشابه را به متفکر اسلامی اسلامی قرون وسطایی المغریزی نسبت می‌دهد، که ادعا می‌کند زاغا، تقریب نزدیکی با آنچه قرن‌ها بعد به عنوان قانون گرشام شناخته می‌شود، می‌باشد.
در قرن ۱۴ توسط نیکول اورسم ذکر شده‌است. ۱۳۵۰، در رساله خود در مورد منشأ، طبیعت، قانون و تغییر پول، و توسط فقها و مورخان المغریزی (۱۳۶۴–۱۴۴۲) در امپراتوری مملوک مطرح شد. در سالی که گرشام متولد شد، ۱۵۱۹، آن را توسط نیکلاس کوپرنیک در رساله ای به نام نظریه مرکزیت کوپرنیک شرح داده شده‌است: «سکه‌های بد، سکه‌های خوب را از گردش خون خارج می‌کند.» کوپرنیک از عمل مبادله سکه‌های بد برای سکه‌های خوب و ذوب شدن سکه خوب یا ارسال آنها به خارج از کشور آگاه بود و به نظر می‌رسد وی در حالی که در سال ۱۵۱۹ در اوکلتسین بود، یادداشتهایی در این باره ترسیم کرد. گزارشی را که او به رژیم غذایی پروس که در سال ۱۵۲۲ برگزار شد، با حضور در دوست خود تایدمن گیز به نمایندگی از فصل خود در جلسه ارائه داد. نظریه مرکزیت کوپرنیک یک نسخه بزرگ شده و لاتینی از آن گزارش بود که یک نظریه کلی در مورد پول را برای رژیم ۱۵۲۸ ارائه کرد. او همچنین نسخه ای از تئوری کمیت پول را تدوین کرد. به همین دلیل، گاهی اوقات تحت عنوان قانون گرشام - کوپرنیک شناخته می‌شود.
این قانون با این حال به نام سر توماس گرشام، عامل مالی قرن شانزدهم تاج انگلیسی در شهر آنتروپ انجام شد تا برای ملکه الیزابت اول توضیح دهد که چه اتفاقی برای شیلینگ انگلیسی افتاده‌است. پدر وی، هنری هشتم، ۴۰ درصد از نقره موجود در سکه را با فلزات پایه جایگزین کرده بود تا درآمد دولت را بدون افزایش مالیات افزایش دهد. بازرگانان حیرت‌انگیز انگلیسی و حتی موضوعات معمولی باعث می‌شود که شیلینگ خوب از نقره خالص صرفه جویی شود و پول بد را به گردش درآورد. از این رو هر زمان ممکن پول بد استفاده شود و سکه خوب پس‌انداز شود و از گردش خارج شود. در سال ۱۵۵۸ میلادی یا اواسط قرن شانزدهم میلادی گرشام مشاور مالی ملکه الیزابت انگلستان، در مورد نحوه ضرب سکه‌ها هشداری به ملکه داد که بعدها ادعای او رنگ واقعیت به خود گرفت و به قانونی در اقتصاد مبدل شد. در آن زمان دو نوع سکه در انگلستان برای انجام معاملات ضرب می‌شد که دارای عیار متفاوتی (به جهت آلیاژ به‌کار رفته در آن‌ها) بودند؛ اما هر دو با ارزش یکسان در بازار برای معامله مورد استفاده قرار می‌گرفتند. تاجر انگلیسی اعتقاد داشت که پول بد که در حقیقت همان پولی بود که ناخالصی داشت، به مرور زمان موجب می‌شود پول خوب یا همان سکه‌های خالص از گردونه بازار خارج شوند. نتیجه نهایی آن، خالی شدن اقتصاد انگلستان از سکه‌های خالص و انباشت سکه‌های ناخالص در چرخه اقتصادی آنها بود.
به گفته اقتصاددان جورج سلگین در مقاله خود "قانون گرشام":
در مورد خود گرشام، وی در نامه ای به ملکه الیزابت که به مناسبت الحاق وی در سال ۱۵۵۸ به ملکه الیزابت نوشته شده بود، اظهار داشت: «این سکه خوب و بد نمی‌تواند با هم گردش کند.» این بیانیه بخشی از توضیحات گرشام برای «وضعیت غیرقابل توصیف شر» است که سکه انگلیس به دنبال «افتضاحات بزرگ» هنری هشتم و ادوارد ششم باقی مانده بود، که ارزش فلزی سکه‌های نقره انگلیسی را به بخش کوچکی از آنچه که در زمان هنری هفتم بوده‌است، کاهش داده‌است. گرشام به خاطر این بدهی‌ها به ملکه گفت که «تمام طلای خوب شما از این قلمرو شما محکوم شده‌است.»
گرشام مشاهدات خود را در مورد پول خوب و بد در حالی که در خدمت ملکه الیزابت بود، با توجه به کیفیت پایین مشاهده سکه‌های انگلیس، انجام داد. پادشاهان قبلی، هنری هشتم و ادوارد ششم، مردم را وادار کرده بودند که با استفاده از قوانین مناقصه حقوقی خود، سکه‌های بدهی را بپذیرند. گرشام همچنین مقایسه خود را با پول خوب و بدانجام داد که فلز گرانبها در پول همان فلز اما با وزن متفاوت بود. او نقره را با طلا یا طلا با کاغذ مقایسه نکرد.
سلگین در مقاله «قانون گرشام» نیز اظهارات زیر را در مورد منشأ نام ارائه می‌دهد:
عبارت «قانون گرشام» فقط به سال ۱۸۵۸ میلادی بازمی‌گردد، زمانی که اقتصاددان بریتانیایی هنری دوینک مکلود تصمیم گرفت نامش را برای پول بد برای بیرون کشیدن پول خوب از گردش پس از سر توماس گرشام (۱۵۱۹–۱۵۱۹) عنوان کند. با این وجود، اشاراتی به چنین گرایشی، که گاه با بحث در مورد شرایط ترویج آن همراه است، در نوشتارهای مختلف قرون وسطایی رخ می‌دهد که مهمترین آنها رساله پول نیکلاس اورسم است. این مفهوم را می‌توان در آثار باستانی ردیابی کرد، از جمله قورباغه‌های آریستوفان، که در آن شیوع سیاستمداران بد به نیروهای مشابه به کسانی که طرفدار پول بد برای خیر هستند، نسبت داده می‌شود.

## قانون گرشام در اقتصاد مدرن
قانون گرشام در اقتصاد مدرن به همان دلایلی که در وهله اول مشاهده شده‌است، بازی می‌کند: قوانین مناقصه‌های حقوقی. در صورت عدم وجود قوانین مناقصه ای که به‌طور مؤثری اجرا می‌شوند، قانون گرشام تمایل دارد به صورت معکوس عمل کند. پول خوب پول بد را از گردش خون خارج می‌کند زیرا مردم می‌توانند از قبول پول کم ارزش به عنوان وسیله پرداخت در معاملات خودداری کنند. اما وقتی همه واحدهای ارزی از نظر قانونی موظف هستند که با همان ارزش اسمی شناخته شوند، نسخه سنتی قانون گرشام عمل می‌کند.
در دوران مدرن، پیوندهای حقوقی بین ارزها و فلزات گرانبها پرتنش تر شده و سرانجام کاملاً قطع شده‌است. با تصویب پول کاغذ به عنوان مناقصه قانونی، این بدان معناست که صادرکنندگان پول با چاپ یا وام گرفتن پول در صورت اراده و در مقابل میل به سکه‌های جدید، قادر به اخذ تصرف هستند. این ارزیابی مداوم در اکثر اقتصادها، اکثر اوقات، به روند مداوم تورم منجر شده‌است. در موارد شدید، این فرایند حتی می‌تواند منجر به پرفشاری خون شود، در این صورت پول به معنای واقعی کلمه ارزش کاغذ چاپ شده روی آن را ندارد.
در موارد ابرتورم، ارزهای خارجی غالباً جایگزین ارزهای محلی و پرفروش می‌شوند. این نمونه ای از قانون گرشام است که به صورت معکوس عمل می‌کند. هنگامی که یک ارز به اندازه کافی سریع ارزش خود را از دست داد، مردم تمایل به استفاده از آن به نفع ارزهای با ثبات تر خارجی، گاه حتی در مقابل مجازاتهای سرکوبگرانه قانونی، متوقف می‌کنند. به عنوان مثال، در طی ابرتورم در زیمبابوه، نرخ تورم در ژوئیه سال ۲۰۰۸ حدود ۲۵۰ میلیون درصد تخمین زده شد. گرچه هنوز هم قانونی نیاز به تشخیص دلار زیمبابوه به عنوان ارز قانونی داشت، اما بسیاری از مردم در این کشور شروع به ترک استفاده از آن در معاملات کردند. دولت را در به رسمیت شناختن بالفعل و متعاقب آن بهینه‌سازی دلار در اقتصاد وادار کردند. در هرج و مرج از یک بحران اقتصادی با ارز تقریباً بی‌ارزش، دولت نتوانست قوانین مناقصه قانونی خود را به‌طور مؤثر اجرا کند. پول خوب (با ثبات تر) پول‌های بد (پرفروش شده) را ابتدا از بازار سیاه و سپس در استفاده عمومی و سرانجام با حمایت رسمی دولت از گردش خارج کرد.
به این معنا، قانون گرشام نیز می‌تواند در بازارهای جهانی ارز و تجارت بین‌المللی در نظر گرفته شود، زیرا قوانین مناقصه‌های قانونی تقریباً با تعریف فقط برای ارزهای داخلی اعمال می‌شوند. در بازارهای جهانی، ارزهای قوی، مانند دلار آمریکا یا یورو، که ارزش نسبتاً پایدارتری را با گذشت زمان (پول خوب) دارند، تمایل دارند که به عنوان رسانه‌های بین‌المللی مبادله در گردش باشند و به عنوان مرجع قیمت گذاری بین‌المللی برای کالاهای معاملاتی در سطح جهان استفاده می‌شوند. ارزهای ضعیف و با ثبات تر (پول بد) از کشورهای کمتر توسعه یافته تمایل دارند که در خارج از مرزها و صلاحیت صادرکنندگان مربوطه به گردش درآیند، که بسیار کم و ناچیز در گردش هستند و استفاده از آنها را به عنوان مناقصه قانونی اعمال می‌کنند. با رقابت بین‌المللی در ارز و هیچ مناقصه قانونی جهانی، پول خوب در گردش است و پول بد با بهره‌برداری از بازار از گردش عمومی خارج می‌شود.

## معکوس قانون گرشام (قانون تیزر)
در مقاله تأثیرگذار نظری، رولنیک و وبر (۱۹۸۶) استدلال کردند که پول بد باعث می‌شود پول خوب به جای حق بیمه خارج شود و آن را از گردش خارج کند. با این حال، تحقیقات آنها زمینه ای را که گرشام مشاهدات خود را انجام داده‌است، در نظر نگرفته‌اند. رولنیک و وبر از تأثیر قانون مناقصات قانونی چشم پوشی کردند و این امر مستلزم آن است که مردم هر دو پول خوب و بد را بپذیرند انگار که از ارزش برابر برخوردار باشند. آنها همچنین به‌طور عمده بر تعامل بین پولهای مختلف فلزی متمرکز بودند و «خوبی» نقره را با طلا مقایسه کردند، این چیزی نیست که گرشام از آن صحبت می‌کرد.
تجربیات ارزآوری در کشورهایی که اقتصاد و ارز ضعیفی دارند (مانند اسرائیل در دهه ۱۹۸۰، اروپای شرقی و کشورها در دوره بلافاصله پس از فروپاشی بلوک اتحاد جماهیر شوروی یا آمریکای جنوبی در اواخر قرن بیستم و اوایل قرن بیست و یکم) ممکن است مشاهده شود. همان‌طور که قانون گرشام به شکل معکوس خود عمل می‌کند زیرا به‌طور کلی دلار در چنین مواقعی مناقصه قانونی نداشته و در بعضی موارد استفاده از آن غیرقانونی بوده‌است.
آدام فرگوسن خاطرنشان کرد: در جریان تورم زیاد در جمهوری ویمار در سال ۱۹۲۳، قانون گرشام به صورت معکوس شروع به کار کرد، زیرا پول رسمی آنقدر بی‌ارزش شد که تقریباً هیچ‌کس آن را نگرفت. این امر به ویژه جدی بود زیرا کشاورزان شروع به جمع‌آوری مواد غذایی کردند. بر این اساس، هر ارزی که از هر نوع ارزش حمایت شود، تبدیل به مبادله ای در گردش شد. در سال ۲۰۰۹، افزایش آلودگی در زیمبابوه شروع به نشان دادن ویژگی‌های مشابه کرد
این مثالها نشان می‌دهد که در صورت عدم وجود قوانین مناقصه مؤثر، قانون گرشام برعکس کار می‌کند. اگر این انتخاب را داشته باشد که چه پولی را بپذیرد، مردم با پولی که به اعتقاد آنها بالاترین ارزش بلند مدت است، معامله می‌کنند. با این حال، اگر این انتخاب را نداشته باشند و ملزم به پذیرش همه پول، خوب و بد باشند، آنها تمایل دارند تا پول با ارزش بیشتر درک شده را در اختیار خود داشته و پول بد را به شخص دیگری منتقل کنند.
به‌طور خلاصه، در صورت عدم وجود قوانین مناقصه قانونی، فروشنده چیزی جز پول با ارزش خاص (پول خوب) نمی‌پذیرد، اما وجود قوانین مناقصه‌های قانونی باعث می‌شود که خریدار تنها پولی با کمترین ارزش کالا (پول بد) ارائه دهد. به عنوان طلبکار باید چنین پولی را به ارزش اسمی بپذیرد.
رابرت مندل، برنده جایزه نوبل معتقد است که قانون گرشام می‌تواند دقیق تر ارائه شود، با مراقبت از معکوس، اگر به عنوان «پول بد رانده شود اگر آنها با همان قیمت مبادله کنند، پول خوب رانده می‌شوند».
برعکس قانون گرشام، مبنی بر این که پول خوب هر زمان که پول بد تقریباً بی‌ارزش شود، پول بد را از بین می‌برد، توسط اقتصاددان پیتر برنولز به افتخار سیاستمدار و مورخ فرانسوی آدولف تیرز «قانون تیرز» نامگذاری شده‌است. «قانون تیزر فقط بعداً عمل خواهد کرد. با افزایش نرخ انعطاف‌پذیر جدید نرخ ارز و نرخ تورم، تقاضای واقعی پولهای تورم را کاهش می‌دهد.»

## کاربرد
اصول قانون گرشام گاهی می‌تواند در زمینه‌های مختلف تحصیلی به کار رود. قانون گرشام ممکن است به‌طور کلی برای هر شرایطی اعمال شود که در آن ارزش واقعی چیزی با ارزشی که ملزم به پذیرش آن هستند، متفاوت باشد به دلیل عواملی مانند عدم اطلاع‌رسانی یا حکم دولت.
در بازار خودروهای دست دوم ، خودروهای لیمو (مشابه ارزهای بد) ماشینهای خوب را بیرون می‌کشند. مشکل عدم تقارن اطلاعات است. فروشندگان انگیزه مالی قوی ای برای گذر از کلیه خودروهای استفاده شده به عنوان خودروهای خوب به خصوص لیموها دارند. این امر خرید خودروی خوب با قیمت مناسب را دشوار می‌کند، زیرا خریدار از پرداخت بیش از حد یک لیمو خطرناک است. نتیجه این است که خریداران فقط قیمت عادلانه یک لیمو را پرداخت می‌کنند، بنابراین حداقل خطر اضافه هزینه را کاهش می‌دهد. خودروهای با کیفیت بالا تمایل دارند که از بازار خارج شوند، زیرا هیچ راه خوبی برای اثبات این که واقعاً ارزش بیشتری دارند وجود ندارد. برنامه‌های معتبر از قبل متعلق به تلاش برای کاهش این مشکل با ارائه ضمانت نامه و سایر ضمانت‌های کیفیت پرداختند. «بازار لیموها» اثری است که با جزئیات بیشتر به بررسی این مشکل می‌پردازد. برخی نیز از توضیحی در مورد قانون گرشام به عنوان «هرچه کارآمدتر شوید، کارایی کمتری می‌کنید» استفاده می‌کنند. به عنوان مثال «وقتی سعی می‌کنید ارزان بمانید، فروش خود را متوقف می‌کنید» یا «هرچه در خدمات غیر ملموس خود سرمایه‌گذاری کنید، فروش کمتری نیز کسب خواهید کرد.»
معاون رئیس‌جمهور اسپیرو آگنو در توصیف رسانه‌های خبری آمریکایی از قانون گرشام استفاده کرد و اظهار داشت: «خبر بد خبرهای خوبی را منتقل می‌کند»، اگرچه استدلال وی به جای یک مسابقه به پایین برای رده‌بندی بالاتر نزدیک تر بود تا اینکه بیش از حد و ارزش‌های خاصی از اخبار را ارزیابی نکند.
گریگوری بیتسون یک قیاس با قانون گرشام را که در تکامل فرهنگی کار می‌کند، بیان کرد، که در آن «ایده‌های بیش از حد ساده همیشه افراد ماهر و پیچیده و افراد مبتذل و نفرت انگیزان همیشه زیبایی را جابجا می‌کنند؛ و در عین حال زیبا همچنان ادامه دارد».
قانون گرشام عنوان شده‌است: «پول نقره به ناچار ارز طلا را از گردش خون خارج می‌کند».